# Droits LGBT au Botswana
Les personnes LGBT (lesbiennes, gays, bisexuelles et transgenres) sont discriminées au Botswana, mais l'homosexualité a cessé d'y être illégale en 2019.

## Lois sur les relations homosexuelles
Le 11 juin 2019, la Cour de Justice du Botswana décide de décriminaliser l'homosexualité,,, à la suite de la requête d'un demandeur anonyme, qui avait estimé que la législation « limite les interactions [qu'il peut] avoir avec des personnes qui s’identifient de la même manière que [lui], car [il craint] d’être emprisonné ». Le représentant de l’État, estimant que la population du Botswana n’était pas prête à un tel changement, s'y était opposé.  
Les relations homosexuelles y étaient interdites par le code pénal de 1965, mais cette loi n'était pas appliquée. Le chapitre 08:01 du code pénal énonçait :

« Section 164. Offenses contre nature. Toute personne qui (a) a eu une relation charnelle avec quelque personne que ce soit contre l'ordre de la nature ; (b) a eu une relation charnelle avec un animal quelconque ; ou (c) permet qu'une autre personne ait une relation charnelle avec lui ou elle contre l'ordre de la nature, est coupable d'offenses et est passible d'emprisonnement pour une durée n'excédant pas sept ans.

Section 165. Tentatives de commettre des offenses contre nature. Toute personne qui tente de commettre quelque offense que ce soit spécifiée dans la section 164 est coupable d'une offense et est passible d'emprisonnement pour une durée n'excédant pas cinq ans.

Section 167. Pratiques indécentes entre personnes. Toute personne qui, en public ou en privé, commet un acte d'outrage à la pudeur avec une autre personne, ou obtient qu'une autre personne commette un acte d'outrage à la pudeur avec lui-même ou elle-même ou avec une autre personne, en public ou en privé, est coupable d'une offense. »

Chapitre 18:01, Botswana law (May 2008 ILGA world laws report)

## Conditions de vie
Les couples de même sexe ne sont pas reconnus légalement.
Aucune loi ne protège contre la discrimination fondée sur l'orientation sexuelle[réf. nécessaire].
L'association LGBT la plus importante du Botswana porte le nom de Lesbiennes, gays et bisexuels du Botswana (LEGABIBO). Le gouvernement avait refusé de reconnaître cette association, qu'il considérait comme une association de malfaiteurs, jusqu'à ce que la justice ne l'y oblige en 2016.

## Personnalités liées
- Katlego Kai Kolanyane-Kesupile
- Monica Tabengwa, juriste et chercheuse, spécialiste des questions LGBTIQ en Afrique subsaharienne pour l'ONG Human Rights Watch.